# 科学革命的结构
《科學革命的結構》（英語原名：The Structure of Scientific Revolutions，1962 年；1970 年第二版；1996 年第三版；2012 年第四版）是哲學家托馬斯·S·庫恩 (Thomas S. Kuhn) 撰寫的一本關於科學史的書。它的出版是科學史、哲學和科學知識社會學的里程碑事件。庫恩挑戰了當時盛行的科學進步觀，將科學進步視為公認事實和理論的“積累發展”。庫恩主張一種情節模型，其中存在累積進步的概念連續性時期，庫恩稱之為“常規科學”時期，被革命性科學時期打斷。在科學革命期間發現的“異常”導致了新的範式。新範式然後對舊數據提出新問題，超越先前範式的單純“解謎”，改變遊戲規則和指導新研究的“地圖”。
例如，庫恩對哥白尼革命的分析強調，在一開始，它並沒有提供比托勒密系統更準確的天體事件預測，例如行星位置，而是基於更好的承諾吸引了一些從業者，可能在未來某個時候開發的更簡單的解決方案。庫恩將上升革命的核心概念稱為“範式”，從而使這個詞在 20 世紀下半葉得到廣泛的類比使用。庫恩堅持認為範式轉變是社會學、熱情和科學承諾的混合體，而不是邏輯上確定的程序，這在他的工作中引起了軒然大波。庫恩在 1969 年第二版的附言中處理了該些問題。對於一些評論家來說，《科學革命的結構》將現實主義的人文主義引入了科學的核心，而對於另一些評論家來說，庫恩在其最偉大成就的核心中引入了一種非理性的元素，從而玷污了科學的高貴。

## 內容
主要的概念為 典範轉移（Paradigm shift）、不可通約性（Incommensurability，或譯不可共量性）

## 歷史
科學革命的結構，最初是統一科學國際百科全書中的一篇專題，然後在1962年由芝加哥大學出版社出書。1969年库恩在後記中增加他對第一版爭議的回應。50週年紀念版（與哈金的介紹文章）由芝加哥大學出版社在2012年4月出版。
库恩回溯書的源起：在1947年，他仍是哈佛大學的研究生的时候，他被要求教導人文學科的研究生，一個聚焦在歷史案例的科學課程。庫恩後來說「直到那時，我不曾閱讀過有關科學的舊文件。」亞里斯多德的物理學令人驚異地不同於牛頓對於物質和運動的概念。他寫道：「......當我讀了后，亞里斯多德看來不僅對力學無知，而且是個很糟的物理學家。在我看来，他的作品似乎从邏輯和觀察方面都充滿了極嚴重的錯誤，尤其是關於運動。」在仔細閱讀亞里斯多德的物理學時，库恩的觀點是：這和亞里斯多德擁有英明頭腦的事實明顯有矛盾。而為了好好審視亞里斯多德的推理，人們必須意識到當時的科學慣例。他的結論是，亞里斯多德的概念並不是比牛頓差的，只是不同而已。這个觀點是科學革命的結構的基礎。
在库恩此書的出版之前，关于科學研究和發現的過程已經有許多想法被提出。路德維希·弗萊克在他的書中写道：科學事實的起源與發展，提出了科學知識社會學的第一個系統。他表示想法的交流會導引一個集體思想的建立，而當其充分發展時，會分化為深奧（專業）和通俗（外行）的圓。库恩為1979年版 Fleck 的書作序前言中，指出他在1950年讀到並相信，已有人早先察覺他在科學史中的發現。
到库恩直接回覆，有個理論是卡爾·波普爾爵士的“證偽”(falsificationism)，它強調區分甚麼是科學的或不科學的，是否能被證偽是最重要的標準。库恩也闡述了實證主義(verificationism)，出現在20世紀20年代實證哲學家之間的哲學運動。可實證原則主張有意義的語句必須經由經驗實證或邏輯要求來支持。

## 概要

### 基本方法
库恩對科學史和科學哲學的研究注重於概念性的議題，譬如常態科學的實踐、歷史事件的影響、科學發現的出現，科學革命的本質，以及科學革新的過程。在某個時期內，有什麼樣的知識選項和策略，提供給人們？在某特定時期中，有什麼類型的詞彙和術語為人所知並用於溝通？此書強調科學理論不能歸功於早期研究者的传统思想的重要性，認為其發展並不是從事實的直接累積中出現，而是從一個變動中的知識情境和可能性發展出來。這種方式大部份相似於非線性歷史的歷史學派。

### 化學的歷史範例
库恩從科學史取例來說明他的想法。例如十八世紀的科學家認為，同質的溶液是化學合成物。因此水和酒精的混合，一般被分類為化合物。如今它被認為是一種溶液，已無理由去質疑它是不是一種化合物。水和酒精不會自動地分離，蒸餾過程也不能完全分離(它們是共沸混合的)。水和酒精能以任何比例結合使用。在這種範式下科學家認為，化學反應（諸如水和酒精的組合）並不需要固定的比例就可發生。
但這種信念最後被道爾頓的原子論推翻，它宣稱原子僅能在簡單的，整數比例下才能結合。根據這個新的範式，沒有在固定比例發生的反應，不能成為化學過程。在科學社群間，這種類型的世界觀轉變，展示了库恩所謂的範式轉移(paradigm shift)。

### 哥白尼革命
科學思想革命的顯著例子是哥白尼革命。托勒密學派的思想，週期和本輪（有些額外的概念）用於模擬星球的運行，而地球位於其宇宙觀固定不動的中心。隨著天體的觀測精度提高，托勒密學派的週期性和本輪機制，為了維持計算的行星位置與觀測結果密合，不得不增加複雜性。哥白尼提出了以太陽為中心，而地球圍繞太陽旋轉的宇宙模型。對於模擬行星的運動，哥白尼以他熟悉的方法，也一樣是托勒密學派的週期和本輪機制。然而和當時的托勒密模型相比較，哥白尼模型需要更多的週期和本輪，而且因為缺乏精確計算，他的模型並不能比托勒密模型有更精確的預測。哥白尼同時代的人拒絕了他的宇宙觀，库恩稱他們這樣做是正確的：哥白尼的宇宙觀缺乏可信度。
库恩說明了當伽利略介紹其有關運動的新思路，之後的範式轉移可能如何發生。直觀地說當一個物體在運動中，它很快就停止不前。一個製作精良的車在停止前或可長途跋涉，但除非一直推車，否則它最終會停止移動。亞里斯多德曾認為，這大概是自然的基本屬性：一個物體的運動得以持續，必須有持續的推動。鑑於當時可得的知識，這代表合情合理的思維。
伽利略提出了一個大膽的猜想：假設，他說我們一直觀察到最後停止的運動物體，只是因為有些摩擦一直發生。伽利略並沒有能客觀證實其猜想的設備；但他認為，如果沒有任何摩擦使運動中的物體慢下來，那麼在沒有任何附加力之下，這物體固有的趨勢，仍將保持運動的速度。
使用週期和本輪的托勒密方法已經力竭窮盡了：在觀察到的異常現象，它們所需要的複雜度，彷如蘑菇般迅速增長而無止盡。克卜勒是放棄了托勒密範式工具的第一人。他開始探索火星有一個橢圓形軌道，而不是圓形軌道的可能性。很明顯地，角速度是不能恆為定值的，但要找出描述行星球角速度變化率的公式，非常困難。經過多年的計算，克卜勒得出了我們現在所知的等面積第二定律。伽利略的猜想僅僅止於猜想，克卜勒的宇宙論也是。但每一個猜想相互增長了對方的可信度，然後他們一起改變了科學界的普遍看法。後來，牛頓爵士發現克卜勒的三條定律，可從單一個運動和行星運轉的理論推導出來。牛頓將伽利略和克卜勒啟始的範式轉移，凝聚且一體化了。

### 相干性
科學的目標之一，是在條理前後一致的框架內找出一些模型，而這些模型盡可能詮釋最多的觀測結果。總之，伽利略對運動的反思和克卜勒的宇宙觀，能呈現有個條理一致的框架，可和亞里斯多德/托勒密框架相媲美。
一旦範式轉移已經發生，教科書會被重寫。通常科學史也會被重寫，而被表示成一個必然過程，主導現行潮流並確立思想框架。在這個確立框架中的普遍信念，若有迄今尚未詮釋的異常現象，會在恰當的時機被清楚地詮釋。库恩指出，解謎過程在科學家職涯中佔據了大部分（如果不是全部）時間。他們很有韌勁的追求謎題的解答，因為既定範式之前的成功往往令人產生極大的信心，擔保了謎題的解答是存在的，儘管解答可能非常難以得到。而库恩將這個過程稱為常態科學。
當某個範式已延展到它的極限，異常現象—以當前範式觀察到卻解釋失誤的現象—則開始累積。它們的重要性是由該學科的實踐人員判斷。有些異常現象可能被認為是觀察錯誤，有些只要求目前的範式小小地調整，在適當時機將會辨明。一些異常現象自動地消除了，加深了在這個研究方向的範式可用度。而無論有些異常現象很重大或有許多，库恩指出，除非有其它可信的選擇方案提供，實踐的科學家並不會對已確立的範式失去信心；在範式擔保了問題存有解答卻失去求解的信心，實際意味著不再是一個科學家。
在任何一個科學社群，也有些個人比大多數更大膽。這些科學家判斷危機的存在，走上库恩稱之為革新的科學，探索有無長期保持的，似乎更顯明的假設，那些替代的範式。對於既定的思想框架來說，有時這會產生一個競爭對手。新的候選範式將隨之有許多異常現象待解釋，部分是因為它仍然是全新和不完整的。库恩強調，科學社群的主流應該而且也會反對任何觀念上的轉變。要充分發揮其潛力，科學社群需要含括保守的人和大膽的人。在科學史中有很多確立框架的可信想法，最終被證實的例子。要預測某個候選的新範式最終是否能解答異常現象，幾乎是不可能的。那些能洞察理論潛力的科學家們，他們很可能是首先轉移到，偏好挑戰性範式的那一群人。通常有如下的週期，其中有兩種範式的追隨者。隨時間推移，如果挑戰的範式凝聚而且條理一致了，它將取代舊範式，而範式轉移將會發生。

### 階段
库恩依照時間次序，將科學發展區分為不同的階段。
第一階段—範式出現以前的階段，只存在一次，其中沒有對任何特定理論的共識。這個階段的特點是某些不兼容和不完全的理論。因此，大多數的科學探索都有冗長的書籍形式，因為沒有公認為理所當然的事實主體。在範式出現以前的社群，如果其中活動成員終於傾向這些概念框架之一，而最後對合適方法的選項產生廣泛共識，那麼共通的術語和實驗方式，有助於提升洞察力。
第二階段—常態科學開始，在主導範式的理論脈絡中解決謎題。只要在學科內部有共識，常態科學就會繼續。隨著時間的推移，常態科學的進展可能顯示有異常現象：在現有範式的背景下難以解釋的事實。通常這些異常可被解決；在某些情況下它們會累積到使常態科學變得困難的點，並揭露出舊有範式中的弱點。
第三階段—如果範式理論長期無法解釋異常現象，科學社群進入到危機時期。危機通常在常態科學的理論脈絡中解決。然而，常態科學依據範式理論的重大努力失敗後，科學可能進入下一個階段。
第四階段—範式轉移或科學革命，是重新檢視該領域的基本假設並建立新範式的階段。
第五階段—革命後，新範式的主導地位建立，所以科學家回復到有常態科學，以新範式的理論脈絡來解決謎題。科學可以反復經歷這些週期；而库恩指出對科學來說，這種不經常或不容易發生的轉移，是一件好事。

### 不可共量性
根據库恩說法，範式轉移前後的科學範式完全不同，所以它們的理論是不可共量的(incommensurable)—新範式無法以舊範式的規則來證明或反駁，反之亦然。（之後库恩解釋「相稱的」和「無法相比較的」這兩個詞語，是指語義之間的區別，亦即他所謂相稱的陳述，可以完整地從一個語言翻譯到另一個；而在無法相比較的語言中，不可能進行嚴格的翻譯）範式轉移不僅涉及一個理論的修改或轉變，它改變了術語的定義方式，該領域的科學家如何看待他們的主題，以及，也許最重要的是，什麼樣的問題被認為是有效的，有什麼規則可用於確認特定理論的真實性。新理論並不只是延伸舊的理論，像科學家以前所想的那樣，而是全新替代的世界觀。這樣的不可共量性質，不僅存在於範式轉移之前和之後，而且存在於矛盾範式之間的時期。根據库恩說法，根本不可能建立一個公正的語言，可以對於衝突範式之間來作中立比較。因為所用的術語是構成個別範式整體的必需部件，因此在每個範式中有不同的涵義。相互斥範式的擁護者處於一個難點：「雖然對方都想將其它範式以及其中問題，轉換成他習慣的科學範式說明，但兩方卻也不希望證實另一方的問題。範式之間的競爭，並不是通過證明就能解決的那種爭鬥。」不同範式的科學家最後都是各說各話。
库恩說驗證者使用的概率式驗證，本質上就不能決斷理論之間的衝突，因為它們只屬於其所探究的範式。同樣地，意圖否證一項陳述的報告，將會落入它們原先想比較的範式其中之一，所以也不足以完成這項任務。根據库恩說法，否證性的概念無助於理解科學何以如此發展。在科學實踐中，如果有其它被認為可行的替代理論，科學家將只考慮一種理論已經被否證的可能性。如果沒有，科學家將繼續堅持既定的概念框架。如果範式轉移發生了，教科書將被重寫以表明先前的理論已經被否證。在20世紀80年代和90年代，他進一步發展了關於不可共量性的想法。在他未發表的手稿“多元化的世界”中，库恩引入了組概念的理論：一組相互關聯的概念，它們是科學發展一段時期中的特徵，在結構上與現代類比的組概念不同。這些不同的結構意味著事物和過程的不同“分類法”，並且分類法中的這種差異構成不可共量性。這個理論是堅定的自然主義論，並利用發展心理學“創立基於經驗與現實的一個準先驗理論”。

### 引用
1. ↑  Kuhn, Thomas S. The Structure of Scientific Revolutions. 3rd ed. Chicago, IL: University of Chicago Press, 1996. Asking new questions of old data on pages 139, 159.  Moving beyond "puzzle-solving" on pages 37, 144.  Change in rule sets on pages 40, 41, 52, 175.  Change in the direction or "map" of research on pages 109, 111.

### 书目
- . T. S. 库恩著，李宝恒、纪树立译，《科学革命的结构》 上海：上海科学技术出版社， 1980。

- . 孔恩著，程樹德、傅大為、王道還、錢永祥譯，《科學革命的結構》，臺北：遠流出版社，1989 初版， 1994 年二版 。

- . 托马斯・库恩著，金吾伦、胡新和译，《科学革命的结构》 北京：北京大学出版社， 2003。

## 外部連結
- Kuhn, Thomas - Wiki in Library and Information Science （页面存档备份，存于）
- 《科学革命的结构》内容浏览